# Striga latericea
Striga latericea là loài thực vật có hoa thuộc họ Cỏ chổi. Loài này được Vatke miêu tả khoa học đầu tiên năm 1880.